# Żebro (botanika)

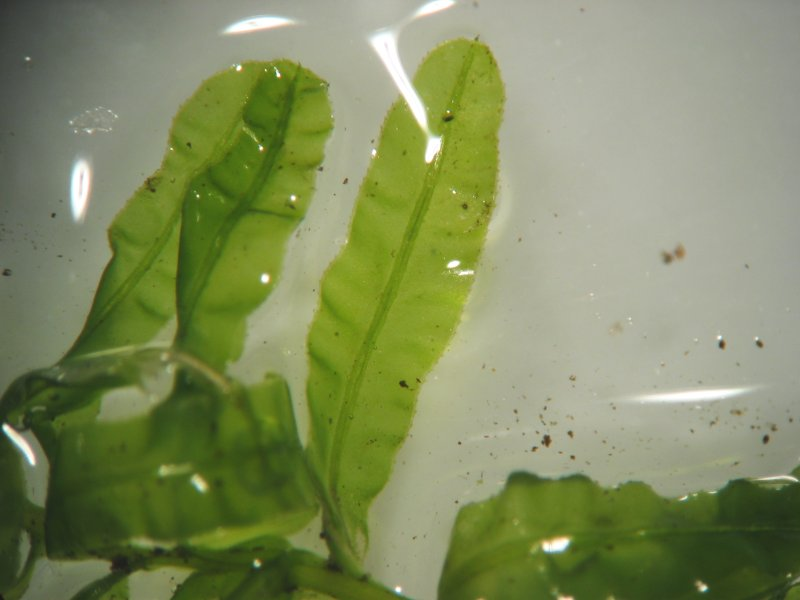
Żebra w listkach płożymerzyka falistego

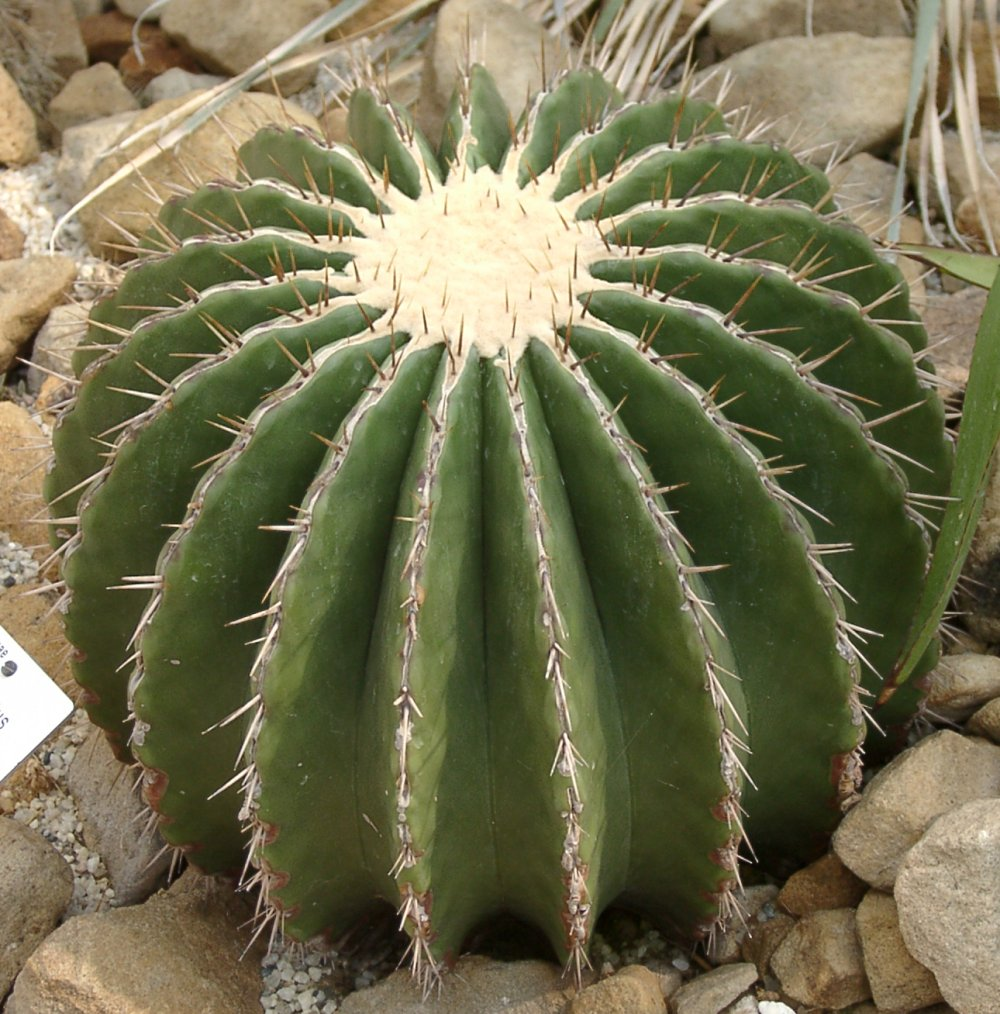
Ostrokrawędziste i niepodzielone żebra na pędzie kaktusa Echinocactus platyacanthus

Żebro – termin w botanice oznaczający:
1. W listkach niektórych mchów biegnącą centralnie wiązkę grubościennych komórek. Wiązka ta kończy się zwykle u nasady listka i tylko u płonnikowatych łączy z wiązka przewodzącą w łodyżce. Na końcu listka żebro może wybiegać w ość lub kończyć się na szczycie, ewentualnie przed szczytem[1].
2. Podłużne wypukłości pędów roślin pełniących zwykle funkcję mechaniczną. Są charakterystyczne m.in. dla kaktusowatych (z wyjątkiem najstarszych linii rozwojowych obejmujących rodzaje drzewidło i opuncja)[2], u których umożliwiają kurczenie lub zwiększanie objętości pędu składając lub rozchylając się harmonijkowato[3]. Sposób wykształcenia (głębokość, kształt, liczba żeber) bywa istotną cechą diagnostyczną podczas oznaczania gatunków. Mogą być proste lub skręcone spiralnie, na przekroju ostre, zaokrąglone lub ucięte[2]. U innych roślin żebrowanie łodygi usztywnia łodygi  i często właśnie w żebrach biegną pasma tkanek wzmacniających[3].